# Хавалы (река)
Хавалы, балка Хавалы, Озан (в верховьях — ба́лка Во́лчье Ло́гово) — река в Ростовской области России, левый и крупнейший приток реки Мокрый Чалтырь (бассейн Мёртвого Донца, одного из рукавов дельты Дона). Длина — 22,5 км. Общее падение реки — 92 м, уклон — 4,09 м/км.

## Течение

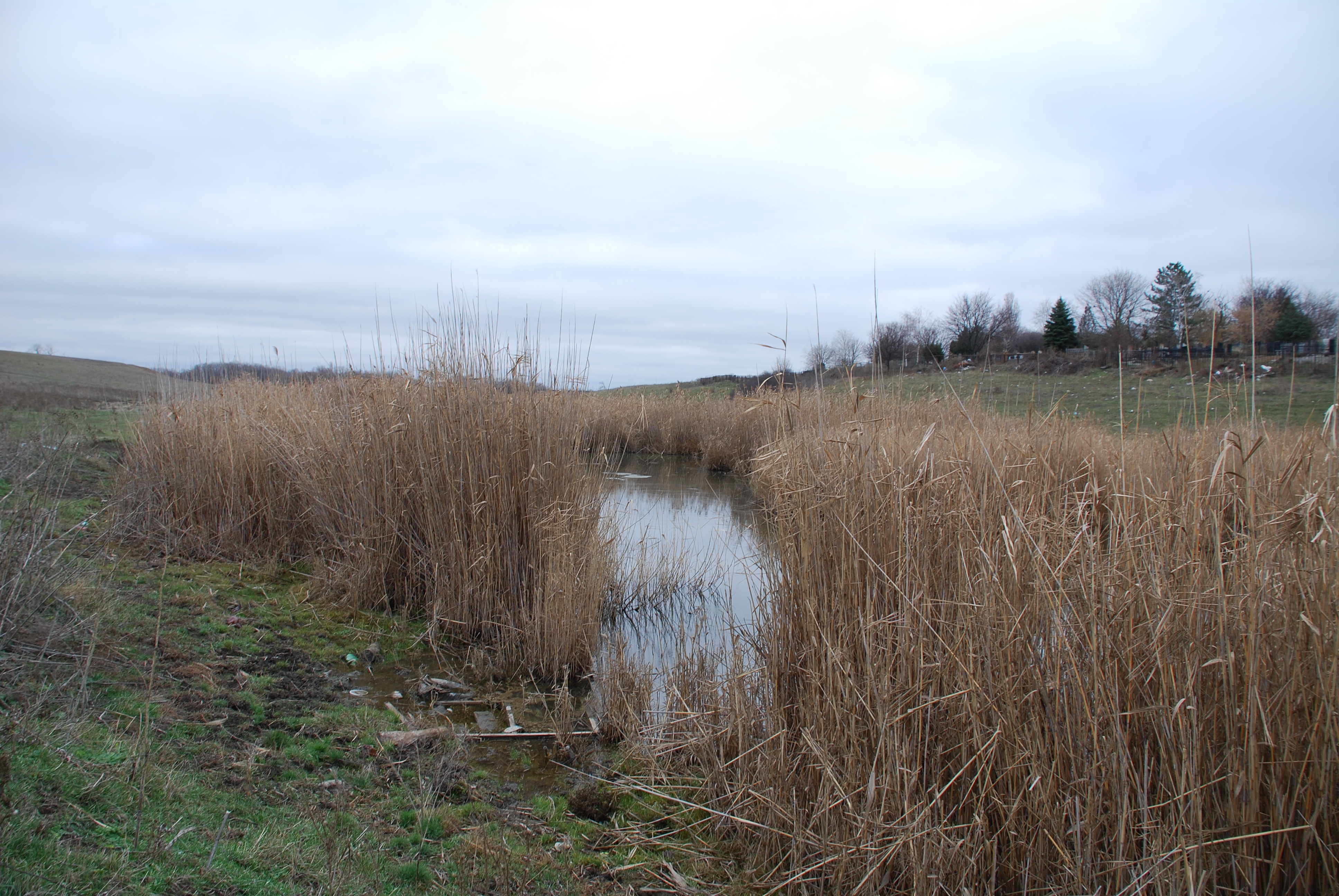
Река в селе Султан-Салы

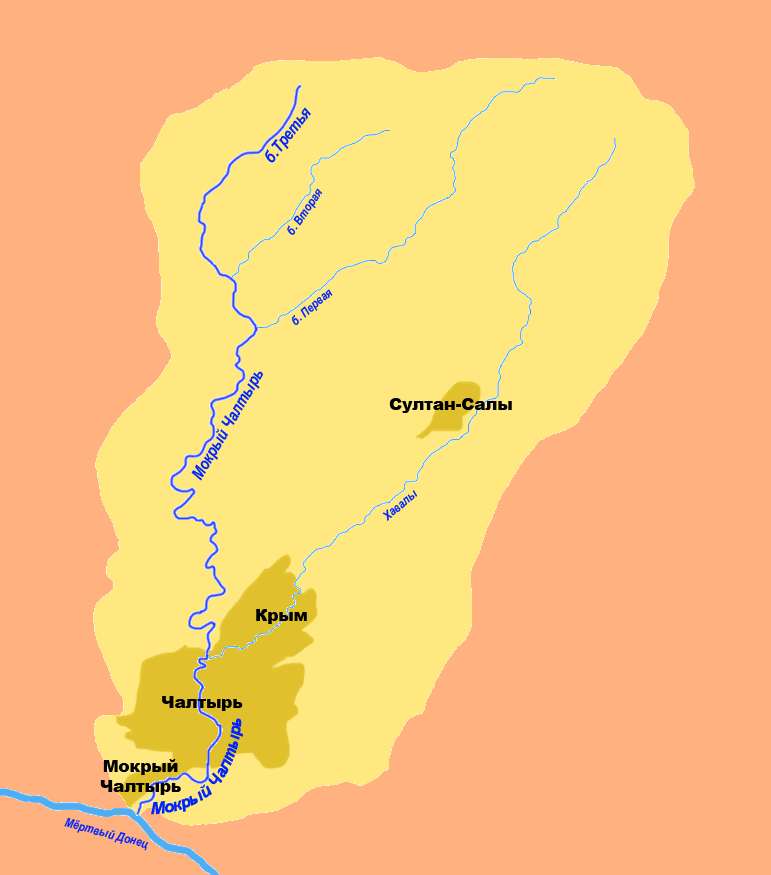
Бассейн Мокрого Чалтыря

Река берёт начало к северо-западу от села Большие Салы Мясниковского района Ростовской области. Общее направление течения на юго-запад. В верхнем течении устроен большой пруд, гребля (плотина) которого прорвана. Здесь река подпитывается родниками. Ниже по течению, перед селом Султан-Салы, на реке устроен ещё один большой пруд. В Султан-Салах на правом берегу — полуразрушенная церковь, на левом — кладбище и свалка. Ниже Султан-Салов река снова запружена. Перед устьем река протекает через село Крым. Впадает в реку Мокрый Чалтырь с левой стороны, у северной окраины села Чалтырь.
Река и весь её бассейн полностью расположены на территории Мясниковского района Ростовской области.

## Населённые пункты
- с. Султан-Салы
- с. Крым
- с. Чалтырь

## Топографические карты
- Лист карты L-37-20 Родионово-несветайская. Масштаб: 1 : 100 000. Состояние местности на 1982 год. Издание 1983 г.
- Лист карты L-37-32 Ростов-на-дону. Масштаб: 1 : 100 000. Состояние местности на 1982 год. Издание 1983 г.